# 紀家守
紀 家守（き の いえもり/ やかもり）は、奈良時代の公卿。大宰大弐・紀男人の子。官位は従四位上・参議。

## 経歴
淳仁朝の天平宝字5年（761年）頃治部少丞を務めている。光仁朝初頭の宝亀2年（771年）従五位下に叙せられ、のち右衛士佐に任ぜられる。光仁朝後半は宝亀7年（776年）従五位上・春宮亮兼丹波守、宝亀8年（777年）美濃守に叙任された。
天応元年（781年）春宮亮として仕えた山部親王の即位（桓武天皇）後まもなく左中弁に抜擢され、同年中に正五位上・右中弁兼右兵衛督、天応2年（782年）従四位下・参議兼中宮大夫と急速に昇進を果たして公卿に列した。延暦3年（784年）正月に従四位上に叙せられ、3月には備前守を兼任するが、同年4月19日卒去。享年60。最終官位は参議中宮大夫従四位上。

## 官歴
『続日本紀』による。
- 天平宝字5年（761年）頃：見治部少丞[2]
- 時期不詳：正六位上
- 宝亀2年（771年） 正月23日：従五位下
- 宝亀3年（772年） 8月28日：見右衛士佐[3]
- 宝亀7年（776年） 正月7日：従五位上。3月6日：丹波守。3月24日：春宮亮（春宮・山部親王）、丹波守如元
- 宝亀8年（777年） 10月13日：美濃守
- 天応元年（781年） 5月7日：左中弁。5月25日：右中弁兼左兵衛督。7月10日：兼右兵衛督。8月12日：正五位上（越階）
- 天応2年（782年） 4月8日：従四位下。5月17日：内蔵頭、右兵衛督如故。6月21日：参議兼中宮大夫、内蔵頭如故
- 延暦3年（784年） 正月7日：従四位上。3月14日：兼備前守。4月19日：卒去（参議中宮大夫従四位上）